# Dolní Dobrouč
Dolní Dobrouč är en ort i Tjeckien.   Den ligger i regionen Pardubice, i den östra delen av landet, 150 km öster om huvudstaden Prag. Dolní Dobrouč ligger 364 meter över havet och antalet invånare är 2 543.
Terrängen runt Dolní Dobrouč är kuperad åt sydväst, men åt nordost är den platt. Dolní Dobrouč ligger nere i en dal. Runt Dolní Dobrouč är det ganska tätbefolkat, med 124 invånare per kvadratkilometer. Närmaste större samhälle är Ústí nad Orlicí, 7,7 km väster om Dolní Dobrouč. Omgivningarna runt Dolní Dobrouč är en mosaik av jordbruksmark och naturlig växtlighet.